# Михайлов, Михаил Ефимович
Михаи́л Ефи́мович Миха́йлов (наст. фамилия — Каценеленбо́ген; 21 апреля (4 мая) 1902, Покров, Покровский уезд, Владимирская губерния, Российская империя — 1 августа 1938, Москва, СССР) — советский партийный и государственный деятель. Первый секретарь Калининского в 1935–1937 и Воронежского (в 1937) областных комитетов ВКП(б).

## Биография
До 1918 года учился в гимназиях городов Витебска, Покрова, Москвы.
В 1917 году начал работать фотографом. В ВЛКСМ вступил в 1918 году, на следующий год – в РКП(б).
С августа 1919 года — инструктор политического отдела Московского губернского военного комиссариата. С декабря 1919 по весну 1920 занимал пост инструктора, заместителя начальника политического отдела гарнизона города Можайск.
В марте 1920 года становится инструктором политического отдела губернского военного комиссариата на Западном фронте в городах Вильно, Гродно, сотрудник политотдела Революционно-военного совета фронта. Через год — инструктор военного отдела Московского комитета РКП(б).
С июня 1921 по [[сентябрь 1922 года — заведующий военным отделом Краснопресненского районного комитета РКП(б).
В сентябре 1922 по 1923 год — заместитель заведующего, и.о. заведующего организационным отделом Краснопресненского районного комитета и секретарь Ходынской партийного центра РКП(б).
В 1923 году был назначен заведующем Красно-Пресненским райполитпросветом, одновременно с января 1924 года заведующий производственным отделом и заместитель председателя райисполкома.
В 1924 году был назначен ответственным секретарем Краснопресненского районного комитета ВКП(б).
В марте 1924—1925 годах ответственный секретарь Коломенского уездного комитета РКП(б) Московской области. Одновременно — член Московского областного комитета ВКП(б).
С марта 1925 года был назначен заведующим организационным отделом, ответственный секретарь Ферганского обкома Компартии Узбекистана.
С 1926 по 1927 год — заведующий организационным отделом ЦК КП(б) Узбекистана.
В июне 1927 года был откомандирован на учёбу в Московскую Коммунистическую академию. С января 1928 года был назначен помощником заведующего ррганизационно-распределительного отдела ЦК ВКП(б).
- 1928—1930 — ответственный инструктор, заместитель заведующего отделом по работе в деревне ЦК ВКП(б),
- февраль-сентябрь 1930 — заведующий сектором и первый заместитель заведующего агитационно-массовым отделом ЦК ВКП(б),
- 1930—1931 — студент аграрного Института Красной профессуры,
- 1931—1932 — заведующий организационным отделом Московского областного комитета ВКП(б),
- 1932—1934 — секретарь по сельскому хозяйству Московского обкома ВКП(б),
- 1934—1935 — третий секретарь Московского областного комитета ВКП(б),
- февраль-июнь 1935 г. — председатель Организационного бюро ЦК ВКП(б) по Калининской области,
- июнь 1935 — 2 июля 1937 — первый секретарь Калининского областного комитета ВКП(б). Одновременно в марте-июле 1937 г. — первый секретарь Калининского городского комитета ВКП(б).

С июля по ноябрь 1937 года — первый секретарь Воронежского областного комитета ВКП(б).
Член ЦК ВКП(б) в 1937–1938, кандидат в члены ЦК ВКП(б) в 1934–1937.

### Арест и гибель
Арестован 10 ноября 1937 года без санкции прокурора и предъявления обвинения на основании признательных показаний бывшего работника ЦК ВКП(б)  А. А. Левина и бывшего наркома земледелия СССР Я. А. Яковлева. На следствии дал признательные показания.
Приговорён к расстрелу и расстрелян 1 августа 1938 года.  На суде от всех показаний данных на следствии отказался, виновным себя не признал. Его дело вели следователи 4-го отдела ГУГБ НКВД СССР М. Л. Гатов и З. Н. Глебов-Юфа. В 1938 их также арестовали и приговорили к ВМН за нарушения социалистической законности. На следствии они показали, что в Лефортовской тюрьме Михайлова избивали, требуя признаний, Н. И. Ежов, М. Р. Фриновский, В. А. Каруцкий. 
Посмертно реабилитирован 4 декабря] 1954 года.

## Семья
- Жена — Лайма Юльевна Цельмс (позднее Целмс[4]) (1903—1988)[5].
  - Дочь — Елена Михайловна Целма (род. 6 мая 1933, Москва), доктор философии, доцент Историко-философского факультета Латвийского университета,  специалист по русской философии, эстетике, истории культуры. Автор книги: Целма Е. Время и моя судьба.  Рига, Zinātne, 2012[4].
  - Сын — Георгий Михайлович Целмс (10 сентября 1937, Воронеж — 14 апреля 2018, Москва), журналист[4].

## Награды
Кавалер ордена Ленина (октябрь 1935 года), ордена Труда (знак Герой труда) от Президиума ЦИК Узбекской ССР (1926 год).